# ヴィレム・タウスキー
ヴィレム・タウスキー（Vilém Tauský, 1910年7月20日 - 2004年3月16日）は、チェコの指揮者、作曲家。

## 経歴
モラヴィア地方のプシェロフ出身。レオシュ・ヤナーチェクについて学び、19歳のときにブルノでジャコモ・プッチーニの『トゥーランドット』を指揮した。ナチスの台頭により、フランス、ついでイギリスへの移住を余儀なくされた。
1953年12月26日にはロイヤル・オペラ・ハウスで同日に2つのオペラを上演した。エンゲルベルト・フンパーディンクの『ヘンゼルとグレーテル』とジュゼッペ・ヴェルディの『イル・トロヴァトーレ』である。これは劇場の歴史でおそらく唯一の記録であろう。
1956年から1967年までBBCコンサート・オーケストラの指揮者を゙、また1966年から1992年までギルドホール音楽演劇学校のオペラ監督を務めた。1981年、大英帝国勲章を受章した。
2004年にロンドンにて死去。

## 文献
- 1979 Vilem Tausky Tells his Story, ISBN 0852494785